# شهرستان اسپیروفسکی
شهرستان اسپیروفسکی (به لاتین: Spirovsky District) یک شهرستان در روسیه است که در استان تور واقع شده‌است.